# Atlapetes latinuchus yariguierum
Atlapetes latinuchus yariguierum – odkryty w 2004 roku podgatunek zaroślaka zmiennego, ptaka z rodziny pasówek (Passerellidae). Zamieszkuje trudno dostępne górskie lasy deszczowe północnej Kolumbii.
Nazwa pochodzi od ludu Yariguies, który niegdyś zamieszkiwał tereny zasiedlone przez tego ptaka. 
Pojawiło się wiele doniesień medialnych informujących o odkryciu nowego gatunku ptaka. Jest on jednak tylko jednym z kilku znanych podgatunków znanego wcześniej nauce gatunku Atlapetes latinuchus. 